# Sokx Pro
Sokx Pro es un software antispyware cuya función principal es prevenir la autoejecución del archivo autorun.inf, en los dispositivos USB.

## Funcionamiento
SOkx Pro crea una carpeta llamada autorun.inf y un archivo llamado recycler ocultos, para que el usuario no los elimine accidentalmente. De esta forma, cuando el dispositivo USB es conectado a un equipo infectado, los archivos creados impedirán la ejecución del virus. El archivo que contiene el virus si se copiará al dispositivo USB pero no logrará activarse y como consecuencia no se podrá propagar.
El programa no es un antivirus, simplemente previene la ejecución del malware.

## Requerimientos
- Sistema operativo: Windows ME / 2000 / XP / Vista
- Memoria RAM: 32 MB
- Espacio en disco duro: 15 MB